# 221 (tal)
221 är det naturliga talet som följer 220 och som följs av 222.

## Inom matematiken
- 221 är ett udda tal.
- 221 är ett semiprimtal
- 221 är ett Ulamtal.
- 221 är ett centrerat kvadrattal.

## Inom vetenskapen
- 221 Eos, en asteroid.